# Propranolol
Propranolol, được bán dưới thương mại là Inderal cùng với một số các tên khác, là một loại thuốc của lớp chặn beta. Thuốc này được sử dụng để điều trị huyết áp cao, một số loại nhịp tim bất thường, nhiễm độc giáp, u mao mạch máu, lo lắng trước khi biểu diễn và chấn động cần thiết. Chúng cũng được sử dụng để ngăn ngừa đau nửa đầu, và phòng ngừa các vấn đề về tim mạch ở những người bị đau thắt ngực hoặc đau tim trước đó. Thuốc có thể được đưa vào cơ thể qua miệng hoặc tiêm vào tĩnh mạch. Công thức thuốc nếu dùng qua đường miệng có các phiên bản hoạt động ngắn và hoạt động lâu dài. Propranolol sẽ xuất hiện trong máu sau 30 phút và có tác dụng tối đa từ 60 đến 90 phút khi uống.
Các tác dụng phụ thường gặp bao gồm buồn nôn, đau bụng và táo bón. Chúng không nên được sử dụng ở những người có nhịp tim chậm và hầu hết những người bị suy tim. Nhanh chóng ngừng thuốc ở những người có bệnh động mạch vành có thể làm trầm trọng thêm các triệu chứng. Thuốc này cũng có thể làm trầm trọng thêm các triệu chứng của bệnh hen suyễn. Những người có vấn đề về gan hoặc thận phải thận trọng khi dùng thuốc. Propranolol có thể gây ra tác dụng có hại cho em bé nếu dùng trong thai kỳ. Việc sử dụng chúng trong thời gian cho con bú có lẽ là an toàn, nhưng em bé cần được theo dõi các tác dụng phụ. Đây là một thuốc chặn beta không đặc hiệu, chúng hoạt động bằng cách ngăn chặn các thụ thể β-adrenergic.
Propranolol được phát hiện vào năm 1964. Nó nằm trong danh sách các thuốc thiết yếu của Tổ chức Y tế Thế giới, tức là nhóm các loại thuốc hiệu quả và an toàn nhất cần thiết trong một hệ thống y tế. Propranolol có sẵn dưới dạng thuốc gốc. Chi phí bán buôn ở các nước đang phát triển là từ 0,24 đôla Mỹ đến 2,16 đôla Mỹ mỗi tháng kể từ năm 2014. Tại Hoa Kỳ, chi phí khoảng 15 đôla mỗi tháng ở liều thông thường.